# Eén van de acht
Eén van de acht was een Nederlands spelprogramma op de televisie, dat oorspronkelijk van 1969 tot 1973 werd uitgezonden door de VARA. Het programma, dat alle kijkcijferrecords brak, werd gepresenteerd door Mies Bouwman.

## Oorsprong
Het programma werd in 1969 bedacht tijdens een brainstormsessie. Bouwman stond erop het programma in ieder geval te laten eindigen met het laten zien en onthouden van prijzen die via een lopende band aan de winnaar zouden worden getoond. Die lopende band had zij eerder gezien in een show van Rudi Carrell op de Duitse televisie, dus dat idee was geenszins origineel, maar wel een succes. In de eerste twee seizoenen werden de kandidaten gerekruteerd uit de lezers van landelijke en provinciale dagbladen. Dit werd gezien als de beste manier om zowel een landelijke spreiding van de kandidaten te verzekeren, alsook quizvragen over de actualiteit te kunnen stellen. In het daaropvolgende seizoen werden verschillende generaties uit één familie als quizkandidaten uitgenodigd. Bouwman veranderde de opzet, mede omdat zij op aanraden van Rudi Carrell, dit nieuwe ' format' als háár intellectueel eigendom aan de WDR voor 10.000 Duitse mark per-uitzending-in-Duitsland, kon verkopen. Carrell presenteerde het programma daar onder de titel Am Laufenden Band van 1974 tot 1979. Het format werd vervolgens onder de titel The Generation Game aan het Verenigd Koninkrijk verkocht. Deze, door Bruce Forsyth gepresenteerde, versie was in de jaren 70 de populairste spelshow op de Britse televisie, met regelmatig meer dan 20 miljoen kijkers. Ook in Italië en Spanje werden de licentierechten te gelde gemaakt.

## Het programma
Een van de acht werd vanaf 1970 eens per maand op zaterdagavond rechtstreeks uitgezonden door de VARA. De eerste twee jaar vanuit het Kurhaus te Scheveningen en later vanuit het Beatrixgebouw te Utrecht. Het Orkest Tony Nolte (1932-1995) zorgde voor de muzikale begeleiding. Geregeld liep het programma (net als Voor de vuist weg) uit en overschreed het ruimschoots de voor het programma gereserveerde tijd van ongeveer twee uur.
Vier tweetallen namen het tegen elkaar op in allerlei spelletjes, waarna er uiteindelijk twee personen in de eindronde terechtkwamen. Deze twee moesten na elkaar in een witte stoel plaatsnemen om drie algemene kennisvragen te beantwoorden. Beide kandidaten kregen hierbij dezelfde drie vragen. Om de spanning te verhogen werd een spotlicht ontstoken op de kandidaat, nadat Bouwman "Licht uit, spot aan" had uitgesproken. Eigenlijk was deze 'cue' een noodgreep: omdat de regie niet tijdig het commando kon geven aan de licht-operateurs, besloot men Mies dit zelf te laten doen. Degene die de meeste goede antwoorden gaf, was de winnaar.
De winnaar mocht in de finale achter een schot plaatsnemen, waarin een deurtje openging dat zicht bood op een lopende band. De kandidaat mocht hierbij zelf kiezen hoe snel de band ging draaien. Hierbij mocht men kiezen uit volle snelheid of halve snelheid. Daarna kwamen gedurende één minuut (onder een begeleidend muziekje van Tony Nolte) allerlei artikelen voorbij, waaronder "de doos met het vraagteken". De voorwerpen die de winnaar daarna binnen een minuut kon opsommen, wat op de band werd opgenomen en opnieuw kon worden gehoord ter controle, mocht hij of zij meenemen. Het vraagteken stond in veel gevallen voor een reis of een prijs die te groot was om op het piramidevormig podium te kunnen worden geplaatst. Wat voor prijs dit was, kreeg de kandidaat te horen als hij of zij het vraagteken bleek te hebben genoemd als een van de voorwerpen.
Tussen de spelrondes door traden bekende artiesten op. De popgroep The Osmonds en Denny Willis & Hunting Quartet met hun revueact "The Fox" dankten er hun bekendheid in Nederland aan. Anderen die in het programma optraden waren Wim Sonneveld en Ed Nelson - dokter Rossi uit Peyton Place. Tijdens de laatste uitzending voor de VARA in 1973 zongen Johnny & Rijk Mies Bouwman toe. Hun lied "Dag, een van de acht" (een variatie op "Oh Waterlooplein") werd zelfs op single uitgebracht.

## Eenmalige revivals
In 1974 stapte Bouwman over naar de AVRO. Daar presenteerde ze Een mens wil... (op de vrijdagavond wel eens even zitten en een beetje lachen want er is al genoeg ellende op de wereld), het programma dat destijds de opvolger van Een van de acht moest worden, waar kijkers wensen naar konden insturen. Bij uitzending van dit programma in januari 1976 was er de wens: Doe nog eens een keer Een van de acht. Daarom werd vanaf januari 1976 weer een aantal afleveringen van Een van de acht uitgezonden en verdween het programma Een mens wil... weer.
In 1990 werd er een nieuwe versie van het programma geproduceerd voor RTL 4, met als presentatoren Jos Brink en Lucie de Lange. Dit had echter niet het gewenste succes en daarom werd het programma na één seizoen alweer geschrapt. In 1995 presenteerde Paul de Leeuw een eenmalige editie, wegens het 70-jarig bestaan van de VARA. In 2008 kwam Henny Huisman met een eenmalige editie bij de EO om geld in te zamelen voor de Leprastichting. De muziek van de eenmalige edities uit 1995 en 2008 was in handen van het Combo van Cor Bakker. Op 28 februari 2018 werd in verband met het overlijden van Mies Bouwman de 25e aflevering herhaald wat ruim 1,1 miljoen kijkers opleverde en goed was voor de vijfde plaats op de lijst van best bekeken programma's van die dag.

## Prijzen
Een van de acht won in 1972 de Gouden Televizier-Ring.

## Trivia
- In de eindronde van het programma 5 tegen 5 werd door de presentator Peter Jan Rens eveneens "Licht uit, spot aan" gezegd, waarna er een schijnwerper werd gericht op de kandidaten voordat de eerste vraag werd gesteld. Toen Willem Ruis dat eerder presenteerde gebruikte die een variant: "Licht uit, klok klaar." Ook in Ik hou van Holland wordt "Licht uit, spot aan" gezegd. Presentatrice Linda de Mol zegt dit tijdens het spel "Geen ja, geen nee en geen uh" voordat ze aan haar gesprek met het teamlid begint. Ook hierbij wordt dan een spot gericht op het teamlid dat in de stoel zit. Ook bij de eindronde van het nieuwe programma Fout maar goud zegt Chantal Janzen "Licht uit, spot aan" waarna er een spot op de kandidaten wordt gericht.

## Bron
- Een van de acht bij het Nederlands Instituut voor Beeld en Geluid